# Vereeniging
Vereeninging – miasto w Południowej Afryce, w prowincji Gauteng, nad rzeką Vaal, przy linii kolejowej Pretoria-Bloemfontein, na południe od Johannesburga. 
Liczba ludności wynosi 99 787 osób. 
W mieście rozwinął się przemysł maszynowy, spożywczy, elektrotechniczny, materiałów budowlanych oraz szklarski.